# J・ジャヤラリター
ジャヤラム・ジャヤラリター（タミル語: ஜெ. ஜெயலலிதா、英語: Jayaram Jayalalithaa、1948年2月24日 - 2016年12月5日）は、インドの政治家、女優。1991年から2016年までに5期14年間にわたって、タミルナードゥ州の首相を務めた。
タミル語で「お母さん」を意味する「アンマ」という愛称で呼ばれていた。

## 経歴
マイソール州（現カルナータカ州）のメルコートで生まれる。父親は弁護士であったが、浪費家で家計を圧迫させており、ジャヤラリターが2歳のときに亡くなっている。未亡人となった母親のヴェダヴァッリは自分の実家があるベンガルールに一家を連れて移り住み、事務職の仕事に就くためにタイピングを学んだ。1952年にヴェダヴァッリはチェンナイに移り、女優をしていた彼女の妹と暮らしはじめて、自身も女優となりタミル語映画に出演した。
ベンガルールにいた間は、ビショップ・コットン・ガールズ・スクールで教育を受けた。1958年にはチェンナイに移り母親といっしょに暮らしはじめ、サクレッド・ハート・マトリキュレーション・スクールに通った。成績が優秀だったため、在学中には奨学金の給付を受けていた。またタミル語、テルグ語、カンナダ語、ヒンディー語、マラヤーラム語、英語に堪能である。

### 女優としてのキャリア
チェンナイのステラ・マリス大学に入学したが、母親に映画業界に入るよう説得され、それを受け入れ女優としてデビューすることになった。女優として初出演をしたカンナダ語映画（Chinnada Gombe）は、1964年に公開され大ヒットしている。1965年にはタミル語映画（Vennira Aadai）でもデビューし主演をつとめた。さらにその後は、タミル語、テルグ語、カンナダ語の映画に140本も出演してきた 。

### 政治活動
1982年に全インド・アンナー・ドラーヴィダ進歩党（AIADMK）に入党。1984年にはラージヤ・サバー議員に選出された。
1991年のタミル・ナードゥ州議会選で、AIADMKは全234議席のうち225議席を獲得する勝利をおさめ、ジャヤラリターが同州では初の女性州首相に選出された。